# SBS 희망 TV
SBS 희망 TV는 SBS TV에서 매년 방송 중인 사회 공헌 도네이션 프로그램이다.

## 경쟁 프로그램
- 어린이에게 새생명을 (MBC TV)